# Marilyn Meeske
Marilyn Meeske (geboren als Marilyn B. Kanterman am 4. Januar 1928 in Michigan) ist eine US-amerikanische Schriftstellerin.

## Leben
Meeske stammte aus einer jüdischen Familie. Ihre Eltern waren der Vertriebsleiter Nathan Charles Kanterman und Ruth Thal, geborene Lawner. Es gab noch einen Bruder Richard (1924–1930) und die Zwillingsschwestern Barbara (1934–1966) and Patricia. Die Familie zog oft um, Meeske besuchte Schulen in Ohio, Michigan und Boston. 1950 lebte sie im Haus ihrer Eltern in Detroit. Zwischen 1952 und 1953 arbeitete sie als Bedienung auf der SS Santa Paula der Grace Line, die mehrmals im Jahr zwischen New York und Cartagena und zwischen New York und Curaçao verkehrte. Im Januar 1954 heiratete sie in Jersey City den Bildhauer Harold E. Meeske, dessen Namen sie auch nach der Scheidung Ende der 1950er Jahre beibehielt.
1956 kam sie nach Paris und brauchte Geld. Zusammen mit Terry Southern hatte sie ein Drehbuch über Juwelenräuber geschrieben. Southern kannte den Verleger Maurice Girodias vom Verlag Olympia Press, der auf erotische Literatur spezialisiert war, und so kam es, dass das Drehbuch in Zusammenarbeit mit Iris Owens zum Roman umgeschrieben wurde. Das Resultat war The Pleasure Thieves, das 1956 erschien, mit Iris Owens unter dem Pseudonym Harriet Daimler und Marilyn Meeske als Henry Crannach, ein Pseudonym, das sie aus Bewunderung für den Maler Lucas Cranach wählte. 1957 folgte Flesh and Bone, ebenfalls als Henry Crannach. Sie hatte zwischendurch auch ernsthafte literarische Ambitionen, was sie in Konflikt mit Girodias brachte, der ein im Proustschen Stil verfasstes Manuskript The Porridge Tasters rundweg ablehnte: „kein Wort, keine einzige Erwähnung von Sex […] keine erotische Passage. War ich Katholikin geworden? Es war nicht druckbar.“
Außerdem war Mitherausgeberin des Magazins Olympia und Mitarbeiterin des Verlags bis zu dessen Ende. Zeitweise lebte sie in Biot, einem kleinen Dorf an der Südküste Frankreichs. 1963 war sie wieder in New York und zog danach nach Los Angeles. In den folgenden Jahren schrieb Meeske noch eine Reihe weiterer Romane für andere Verlage, stets unter Pseudonym.  Vermutlich schloss sie eine zweite Ehe, da sie sich fortan Marilyn Meeske Sorel nannte. Unter diesem Namen war sie Koautorin von The Difference in Butterflies: A Chinese Dancer’s Memoir of Her Flight from Inner and Outer Tyranny (2007), der Autobiographie der chinesisch-amerikanischen Tänzerin Yung Yung Tsuai.

## Bibliografie
- als Henry Crannach, mit Iris Owens als Harriet Daimler: Pleasure Thieves. Olympia Press, Paris 1956.
- als Henry Crannach: Flesh and Bone. Olympia Press, Paris 1957.
- als Maryl James: Brandy on the Rocks.  Lancer Books, New York 1967.
- als Nicole Warfield: Superball.  Bantam Books, New York 1974.
- als Nina Lansdale: The White Island. Arbor House, New York ca. 1975.
- mit Yung Yung Tsuai: The Difference in Butterflies: A Chinese Dancer’s Memoir of Her Flight from Inner and Outer Tyranny. 2007